# 3651 Friedman
3651 Friedman (1978 VB5) là một tiểu hành tinh vành đai chính được phát hiện ngày 7 tháng 11 năm 1978 bởi Helin, E. F. và Bus, S. J. ở Palomar.